# Selaginella devolii
Selaginella devolii là một loài dương xỉ trong họ Selaginellaceae. Loài này được H.M. Chang, P.F. Lu & W.L. Chiou mô tả khoa học đầu tiên năm 2011.
Danh pháp khoa học của loài này chưa được làm sáng tỏ. 